# Balaenoptera musculus
La ballena azul (Balaenoptera musculus), también conocida como rorcual azul, es una especie de cetáceo misticeto de la familia Balaenopteridae. Su tamaño medio es de entre 24 y 27 metros de longitud y pesan entre 100 y 120 toneladas, aunque hay registros de ejemplares de más de 30 metros de longitud y 170 toneladas de peso, que lo convierten en el mayor animal del planeta Tierra, no solo en la actualidad sino también el mayor del que se tenga registro en la historia de la vida en la Tierra.
Largo y estilizado, el cuerpo de este mamífero marino es de color gris azulado a lo largo del dorso y algo más claro en la zona ventral. Existen al menos tres subespecies distintas: B. m. musculus, del Atlántico norte y Pacífico norte; B. m. intermedia, del océano Antártico y B. m. brevicauda (también conocida como ballena azul pigmea), que se encuentra en el Índico y en el Pacífico sur. Existen dudas sobre la validez de una cuarta subespecie, B. m. indica, que también se encuentra en el océano Índico. Como otras ballenas barbadas, su dieta consiste principalmente en pequeños crustáceos conocidos como kril.
Las ballenas azules eran abundantes en casi todos los océanos hasta comienzos del siglo XX. Durante más de cuarenta años fueron cazadas hasta casi su extinción, lo que incentivó su protección por parte de la comunidad internacional en 1966. Un informe de 2002 estimó su número entre 5000 y 12 000 ejemplares en todo el mundo, localizados en al menos cinco grupos, aunque una investigación más reciente sobre la subespecie pigmea sugiere que estos datos pueden ser una subestimación. Antes del comienzo de la caza comercial de ballenas, la población más numerosa era la de la Antártida, con alrededor de 239 000 ejemplares (entre 202 000 y 311 000). Actualmente solo quedan concentraciones mucho menores (de alrededor de 2000 individuos) en los océanos Pacífico nororiental, Antártico e Índico. Hay dos grupos más en el Atlántico norte y por lo menos dos en el hemisferio sur.

## Taxonomía
Aunque suele llamarse a todos los misticetos «ballenas», hay quienes reservan esta denominación para la familia Balaenidae y llaman «rorcuales» a las especies de la familia Balaenopteridae, una familia que incluye, además de la ballena azul, la yubarta, el rorcual común, el rorcual de Bryde, el rorcual boreal, el rorcual aliblanco, el rorcual austral, el rorcual tropical y el rorcual de Omura. Se cree que la familia Balaenopteridae divergió de otras familias del suborden Mysticeti ya en el Oligoceno medio; sin embargo se desconoce cuándo se separaron entre sí los miembros de esa familia. A la ballena azul normalmente se la clasifica como una de las ocho especies de rorcuales incluidas en el género Balaenoptera, y aunque una autoridad la clasificó en un género separado, Sibbaldus, esta clasificación no fue aceptada por nadie más. Recientes análisis de secuenciación de ADN indican que está filogenéticamente más cerca del rorcual boreal (Balaenoptera borealis) y el rorcual de Bryde (Balaenoptera brydei) que de otros miembros de la familia Balaenoptera, y más cerca de la yubarta (Megaptera) y la ballena gris (Eschrichtius) que de los rorcuales albiblanco (Balaenoptera acutorostrata) y austral (Balaenoptera bonaerensis). Si futuras investigaciones confirmaran estas relaciones, sería necesario clasificar de nuevo los rorcuales.
Existen casos documentados de híbridos entre esta especie y rorcuales comunes en el hábitat natural, pero se desconoce la capacidad reproductiva de estos híbridos. Arnason y Gullberg describieron la distancia genética entre el rorcual común y el rorcual azul como la misma que existe entre el ser humano y el gorila.
El nombre de la especie, musculus, proviene del latín y puede ser traducido como «músculo», aunque también puede serlo como «ratoncito». Linneo, que asignó ese nombre a la ballena azul en su Systema naturæ de 1758, puede que utilizara un deliberado e irónico doble sentido al darle este nombre. Antiguamente se la denominaba con otros nombres comunes, como rorcual de Sibbald (por sir Robert Sibbald), gran ballena azul y gran rorcual del norte. Estos nombres dejaron de utilizarse en las últimas décadas.
Diversas autoridades subdividieron la especie en cuatro subespecies, una de ellas dudosa:
- B. m. musculus (Linnaeus, 1758), ballena azul del norte, en la que se incluyen las poblaciones del Atlántico Norte y del Pacífico Norte,
- B. m. intermedia (Burmeister, 1871), ballena azul antártica, la de mayor tamaño, que se encuentra en el océano Antártico,
- B. m. brevicauda (Ichihara, 1966), la ballena azul pigmea, con poblaciones en el océano Índico y en el Pacífico Sur,[19]
- y la más problemática B. m. indica (Blyth, 1859), el gran rorcual de la India, que también se encuentra en el océano Índico y que, si bien se ha descrito con anterioridad, puede ser la misma subespecie que la B. m. brevicauda.[10]

## Descripción y comportamiento

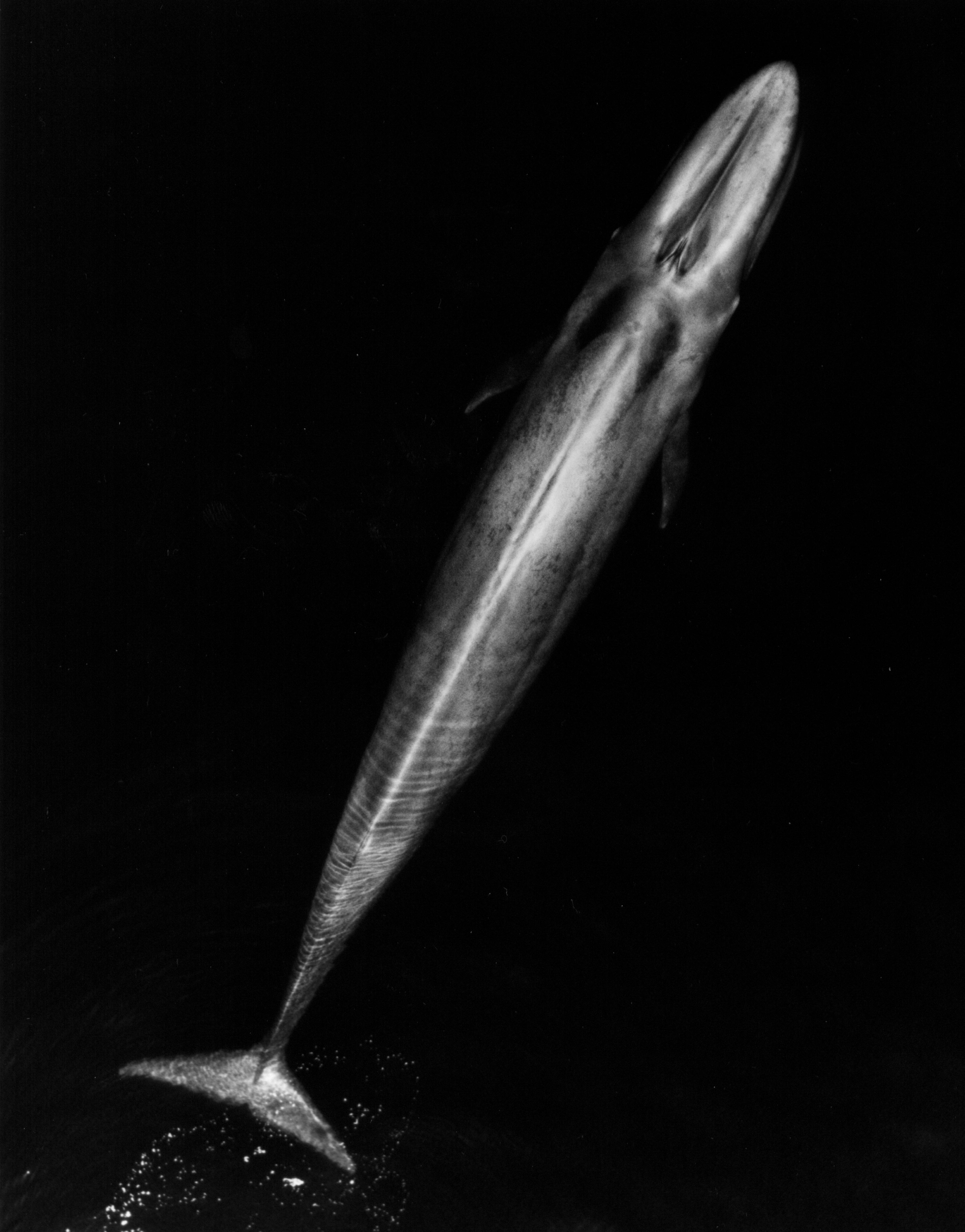
Ballena azul adulta

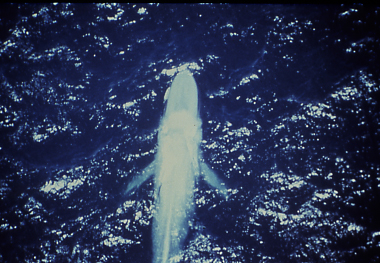
Vista aérea mostrando sus dos aletas pectorales

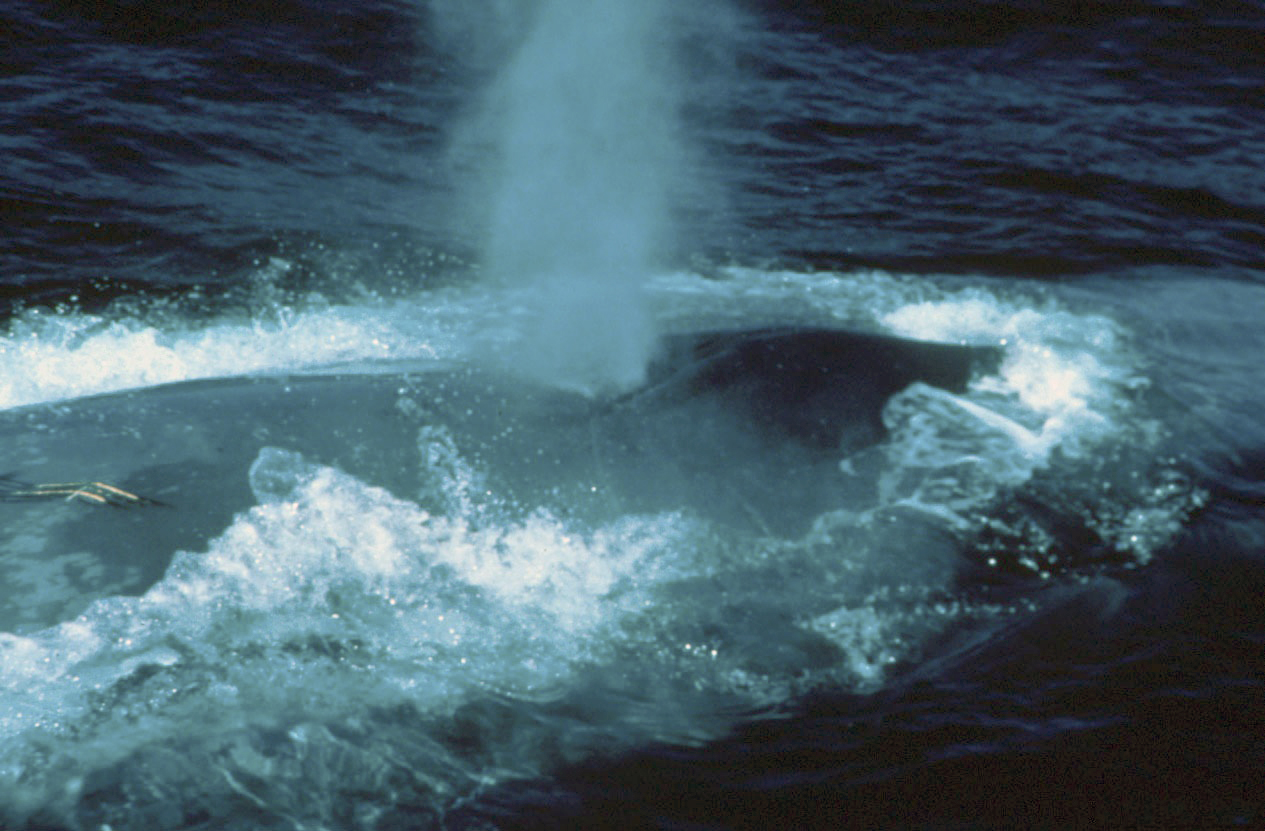
Ballena azul expulsando un chorro de vapor de agua a través de su espiráculo doble

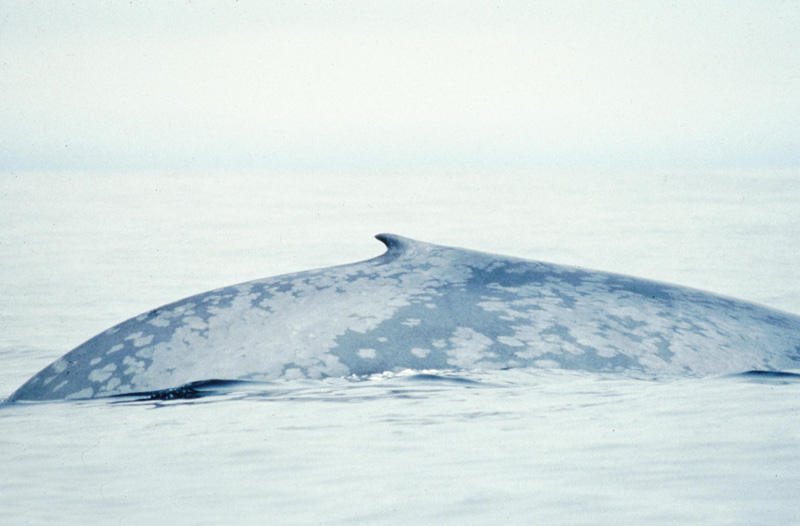
Imagen mostrando su pequeña aleta dorsal

Tiene un cuerpo largo y esbelto que parece delgado en comparación con la constitución más rechoncha de otros misticetos. La cabeza es grande (abarca aproximadamente un cuarto de su cuerpo), plana y en forma de «U», con una cresta que va desde los espiráculos hasta el extremo anterior del rostro. La parte frontal de la boca es gruesa con entre 300 y 400 barbas a cada uno de sus lados, cada barba con una longitud de alrededor de un metro, y que cuelgan de la mandíbula superior; son particularmente anchas (50 cm) en proporción a su longitud. Tiene entre 55 y 88 surcos (llamados pliegues ventrales) a lo largo de la garganta y paralelos al cuerpo. Estos pliegues ayudan a la evacuación del agua de la boca después de sus «embestidas» para alimentarse. La aleta dorsal (sólo visible brevemente durante la secuencia de sumersión) está situada al inicio del último cuarto del cuerpo y es pequeña y de forma variable (triangular, redondeada, ligeramente falcada o apenas una pequeña protuberancia). Cuando sale a la superficie para respirar, saca su espalda y el espiráculo fuera del agua en mayor medida que otros grandes misticetos como el rorcual común o el rorcual boreal. Esta característica puede ser utilizada por los observadores para diferenciarla de estas especies en alta mar. Antes de iniciar una maniobra para sumergirse a gran profundidad, suelen sacar su aleta caudal fuera del agua. Cuando respira en la superficie, emite un denso y espectacular chorro de vapor de agua que puede alcanzar una altura de entre 6 y 12 m (generalmente en torno a los 9 m), que puede ser visto desde una gran distancia en un día de mar tranquilo. Su capacidad pulmonar es de 5000 litros. Como todos los misticetos, tienen un espiráculo doble, protegido anterior y lateralmente por una prominencia mayor que en los demás rorcuales.
Las aletas pectorales tienen forma puntiaguda y una longitud de tres o cuatro metros, con la parte superior de color gris con un fino borde de color blanco y el lado inferior de color blanco. La cabeza y la aleta caudal son por lo general uniformemente grises. La parte superior, y a veces las aletas, son habitualmente moteadas en un grado que varía considerablemente de un individuo a otro y así unas pueden tener un color uniforme gris pizarra por todo el cuerpo, pero otras muestran una variación considerable de azul oscuro, gris y negro, todas con pequeñas manchas a lo largo de todo el cuerpo. Su vientre muchas veces tiene un color grisáceo o amarillento, debido al roce de los misticetos con microorganismos llamados diatomeas en las frías aguas del Antártico, el Pacífico Norte y el Atlántico Norte.
Pueden alcanzar velocidades cercanas a los 50 km/h (27 nudos) cuando se sienten amenazadas, aunque su velocidad habitual de desplazamiento es de 22 km/h (12 nudos). Mientras se alimentan, su velocidad oscila entre 2 y 6,5 km/h (1 - 3,5 nudos).
Por lo general viven solas o en pareja, aunque se pueden observar grupos de hasta siete individuos; donde hay grandes concentraciones de alimento se han registrado hasta 60 ejemplares reunidos en una misma zona. Sin embargo no forma los grandes grupos que se observan en otras especies de misticetos. Determinando el género por el análisis de su ADN, un estudio constató que las parejas de ballenas azules adultas están formadas por lo general por un macho y una hembra, y a menudo han sido vistas juntas durante un largo período, aunque también se ha constatado que algunos machos se han emparejado con hembras diferentes en distintos momentos.

### Tamaño y masa
Debido a su enorme tamaño, son difíciles de pesar. La mayoría de las ballenas azules capturadas por barcos balleneros no eran pesadas enteras, sino que primero se cortaban en piezas más manejables. Esto causó una subestimación de su peso total debido a la pérdida de sangre y otros fluidos. Aun teniendo en cuenta lo anterior, un ejemplar adulto puede medir entre 24 y 27 metros de longitud y pesar entre 100 y 120 toneladas. El mayor ejemplar del que se tiene constancia medía 33,63 m y la mayor longitud validada científicamente fue de 29,9 m. El de mayor masa fue una hembra capturada en las Georgias del Sur en 1947, que pesó 173 toneladas. Las poblaciones del Hemisferio Sur son generalmente mayores que las del Norte y las hembras son mayores que los machos.
Está considerado como el animal más masivo que haya existido alguna vez en el planeta Tierra superando en masa a cualquier animal terrestre actual o extinto. La ballena azul es más pesada que el extinto Patagotitan mayorum, el más grande de los dinosaurios, cuya masa se estima en 77 toneladas. También supera al pez extinto Leedsichthys que puede haberse acercado a su tamaño. Aun teniendo en cuenta la dificultad de encontrar fósiles completos y que su peso sólo puede estimarse, todos estos animales serían más pequeños que la ballena azul.

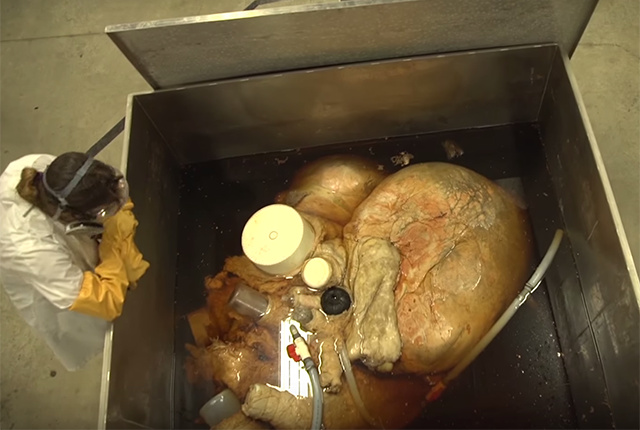
Corazón de una ballena azul. Puede apreciarse su tamaño en comparación con una persona.

Su lengua pesa aproximadamente 2,7 toneladas, y, cuando está totalmente abierta, su boca es lo suficientemente grande como para contener hasta 90 toneladas de comida y agua. Sin embargo, a pesar del tamaño de su boca, las dimensiones de su garganta son tales que una ballena azul no puede tragar objetos más grandes que una pelota de playa. El corazón de los ejemplares más grandes puede pesar 600 kg, que lo convierten en el más grande conocido de cualquier animal. Su aorta tiene aproximadamente 23 cm de diámetro. Ya al nacer las crías miden entre 7 y 8 m, y pesan hasta 2700 kg (lo mismo que un hipopótamo adulto).

### Alimentación
Se alimentan casi exclusivamente de krill, aunque también ingieran pequeñas cantidades de copépodos. La especie concreta a la que pertenece el zooplancton del que se alimentan varía de un océano a otro; en el Atlántico Norte el Meganyctiphanes norvegica, Thysanoessa raschii, Thysanoessa inermis y Thysanoessa longicaudata son su alimento habitual; en el Pacífico Norte, Euphausia pacifica, Thysanoessa spinifera, Thysanoessa raschii y Nyctiphanes symplex; por último, en el Antártico, Euphausia superba, Euphausia crystallorophias y Euphausia valentin.
Un adulto puede ingerir hasta 40 millones de krill en un día. Siempre se alimentan en las áreas con la concentración más alta de krill y pueden llegar a consumir durante la temporada alta de alimentación hasta cuatro toneladas de este crustáceo en un día, aunque hay informes de consumos de hasta ocho t. Los requerimientos de aporte energético de un adulto están en torno a los 1,5 millones de calorías cada día. Generalmente se alimentan a profundidades de más de 100 m durante el día y sólo se alimentan en la superficie de noche. Las inmersiones durante su alimentación son generalmente de entre cinco y quince minutos, aunque inmersiones de hasta veinte minutos son habituales y existen registros de hasta treinta y seis minutos de duración. La alimentación del rorcual se realiza por un sistema de filtrado: en una «embestida» abre su boca introduciendo gran cantidad de agua y de krills, entonces cierra sus mandíbulas y empuja el agua de vuelta hacia fuera a través de sus barbas, lo que permite que el agua salga mientras captura las presas retenidas en ellas. Aunque su alimentación es casi exclusivamente el krill, incidentalmente también consume pequeños peces, crustáceos y calamares que nadan entre este.

### Ciclo vital

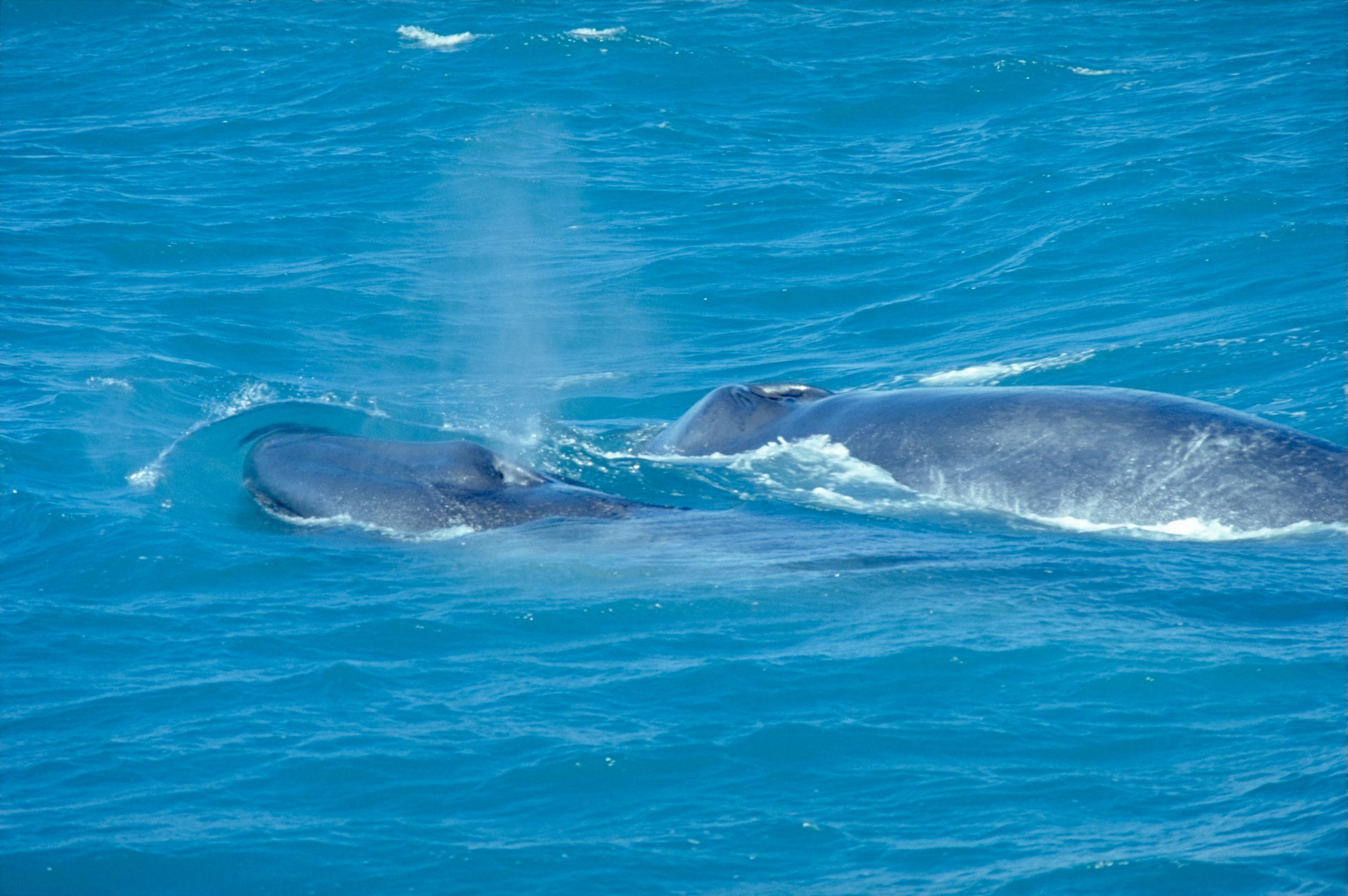
Un ejemplar joven con su madre.

La época de apareamiento comienza a finales de otoño y continúa hasta el final del invierno. Poco se sabe sobre el comportamiento de acoplamiento o lugares de cría. Las hembras generalmente dan a luz una vez cada dos a tres años a principios de invierno tras un periodo de gestación de diez a doce meses. La cría pesa casi tres toneladas y mide alrededor de 7-8 m de longitud. Los ballenatos beben unos trescientos ochenta litros de leche al día y aumentan unos noventa kilogramos de peso también cada día. El destete ocurre aproximadamente a los ocho meses de edad; en ese momento la cría ya ha doblado su longitud. La madurez sexual de los machos se produce aproximadamente a los cinco años de edad, cuando miden en torno a 20–21 m, y la de las hembras cuando miden de 21–23 m, también a los cinco años. La madurez física de los machos en el Hemisferio Norte se produce cuando alcanzan los 24 m de longitud, mientras que las hembras la alcanzan a los 25 m. Los científicos estiman que las ballenas azules pueden vivir hasta 80 años o más.
Los varamientos en la costa de estos animales son muy poco comunes y, debido a la estructura social de la especie, las varadas masivas son realmente insólitas. Por ello, cuando se produce algún varamiento se convierte en foco del interés público. En 1920, un ejemplar encalló cerca de Bragar (isla de Lewis) en las Hébridas Exteriores de Escocia. Un barco ballenero le clavó un arpón, pero este no llegó a explotar y la ballena acabó en la costa. Dos de los huesos de la ballena fueron erigidos en Lewis y permanecen como atracción turística.

### Vocalización
Las ballenas azules emiten potentes sonidos regulares de bajas frecuencias particularmente adecuadas para la comunicación submarina de largo alcance. Estimaciones hechas por Cummings y Thompson (1971) sugieren que el volumen de los sonidos emitidos por estos rorcuales está entre 155 y 188 decibelios relativos a 1 micropascal (µPa) a una distancia de referencia de un metro. Todos los grupos emiten llamadas en una frecuencia fundamental de entre 10 y 40 Hz, llegando incluso a los 9 Hz (el sonido de más baja frecuencia que los humanos pueden percibir, generalmente es de 20 Hz) y la más alta registrada (probablemente de la subespecie pigmea) llegó a 524 Hz. Emiten llamadas de al menos entre 10 y 30 segundos de duración. En la costa de Sri Lanka han sido registradas repetidamente emitiendo «cantos» de cuatro notas que duraban aproximadamente dos minutos cada uno, que evocaban los famosos cantos de las yubartas. Los investigadores creen que como no se ha observado este fenómeno en ninguna otra población, puede ser una característica propia únicamente de la subespecie B. m. brevicauda (pigmea).
Los motivos que las llevan a emitir estos sonidos son desconocidos. Richardson et al (1995) habla de seis posibles motivos: mantenimiento de distancia interindividual, reconocimiento de la especie e individual, trasmisión de información contextual (por ejemplo: alimentación, alarma, cortejo, etc.), mantenimiento de la organización social (por ejemplo: llamadas entre machos y hembras), situación de rasgos topográficos o posición de fuentes de posibles presas.

## Población y caza

### Las décadas de caza
Son unos animales difíciles de capturar o matar. Su tamaño, velocidad y fuerza hacían que raramente estuvieran en el punto de mira de los primeros barcos balleneros, que tenían como objetivos principales a los cachalotes y a las ballenas francas. En 1864 el noruego Svend Foyn equipó un barco de vapor con arpones expresamente diseñados para la caza de grandes cetáceos. Aunque inicialmente eran de difícil manejo y tenían un bajo porcentaje de éxito, Foyn perfeccionó el cañón arponero y pronto varias estaciones de caza de ballenas se establecieron en las costas de Finnmark, al norte de Noruega. A causa de disputas con los pescadores locales, la última estación de caza de ballenas en Finnmark fue cerrada en 1904.

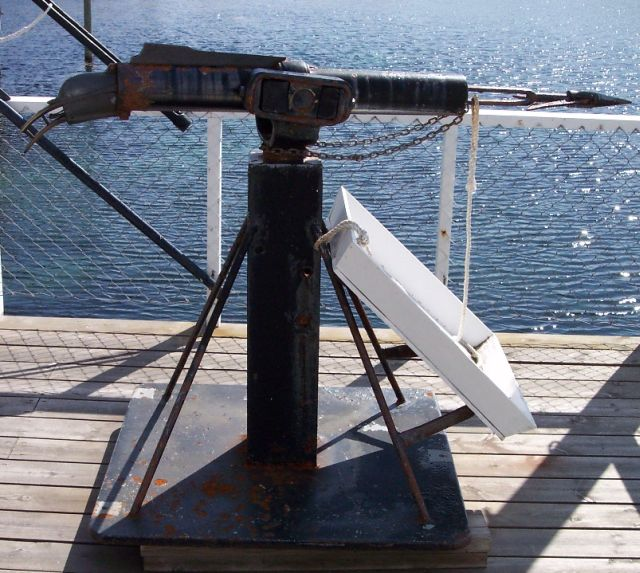
Cañón cargado con un arpón para la caza de cetáceos

Pronto se inició su caza en Islandia (1883), las islas Feroe (1894), la isla de Terranova (1898), Spitsbergen (1903) y las islas Georgias y Sandwich del Sur (1904-1905). Tras la introducción de buques factoría a vapor con rampas a popa en 1925, el número de ballenas azules (y misticetos en general) cazadas anualmente aumentó de forma drástica. Entre 1930 y 1931 estos barcos cazaron 29 400 ejemplares sólo en la región antártica. Hacia el final de la Segunda Guerra Mundial su población había sido considerablemente mermada y en 1946 se introdujeron las primeras cuotas que restringían el comercio internacional de misticetos, aunque resultaron ineficaces debido a que no contemplaban una diferenciación entre especies. Así, las especies más escasas podrían ser cazadas en la misma medida que aquellas que contaban con una población relativamente abundante. Su caza fue prohibida en los años 1960 por la Comisión Ballenera Internacional, y se detuvo la caza ilegal de misticetos por parte de la Unión Soviética en los años 1970, tiempo durante el cual 330 000 ballenas azules habían sido cazadas en la región antártica, 33 000 en el resto del Hemisferio Sur, 8200 en el Pacífico Norte y 7000 en el Atlántico Norte. El grupo original más numeroso, el de la región antártica, quedó reducido al 0,15 % de su población inicial.
Los barcos balleneros habían llevado a esta especie casi a su extinción, pero en vez de capturar menos ejemplares durante un período mayor, los balleneros continuaron mermando su población. En retrospectiva, si la industria ballenera hubiera admitido la supervisión y regulación por parte de biólogos marinos, más cetáceos podrían haber estado comercialmente disponibles, aunque en un período más largo. La dinámica demográfica implicada en la caza de mamíferos marinos que alcanzan edades avanzadas es completamente diferente de aquellas implicadas en la captura de peces con períodos vitales más cortos. Debido a los períodos más largos de reproducción (gestación de un año) y camadas de menor tamaño (una o dos crías), las poblaciones de cetáceos se recuperan mucho más despacio que las poblaciones de animales más pequeños, que tienden a invertir menos tiempo y recursos en los individuos más jóvenes.

### Población y distribución actual

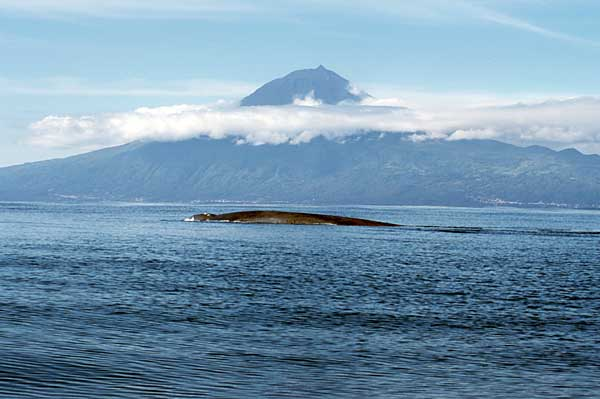
Ejemplar adulto con las Azores al fondo.

Desde el establecimiento de la prohibición de caza de ballenas, los estudios han fracasado a la hora de averiguar si el nivel global de conservación de la especie aumenta o permanece estable. En la región antártica, las estimaciones más optimistas muestran un significativo incremento del 7,3 % anual desde la finalización de la caza ilegal de la Unión Soviética, aunque su número todavía permanece en menos del 1 % de los niveles anteriores a su caza comercial. También se ha sugerido que las poblaciones islandesas y californianas aumentan, pero estos incrementos no son estadísticamente significativos. Se calculó que la población mundial total estaba entre 5000 y 12 000 ejemplares en 2002, aunque con niveles altos de incertidumbre en las estimaciones disponibles para muchas áreas. Figura como especie en peligro de extinción en la Lista Roja de la UICN de especies amenazadas, y ha sido así desde la creación de la lista. En el caso de la subespecie antártica (B. m. intermedia), la de mayor tamaño, su situación es todavía peor y está calificada en la Lista Roja de la UICN como en peligro crítico. También figura en el Apéndice I (especies amenazadas de extinción) del Convenio sobre el Comercio Internacional de Especies de Fauna y Flora Salvaje Amenazadas (CITES). La mayor concentración conocida de la especie, con unos 2000 individuos, es la población del Pacífico Nordeste de la ballena azul del norte (B. m. musculus) subespecie que se extiende desde Alaska a Costa Rica, pero que se avista generalmente en California durante el verano. A veces esta población se desvía al océano Pacífico Noroeste y se han registrado avistamientos poco frecuentes entre la península de Kamchatka y el extremo norte de Japón.
En el Atlántico Norte se han localizado dos grupos de la subespecie B. m. musculus. El primero se encuentra en Groenlandia, Terranova y Labrador, Nueva Escocia y el golfo de San Lorenzo, con unos 500 ejemplares. El segundo (el grupo más al este fue descubierto en las Azores en primavera y en Islandia en julio y agosto) se supone que sigue la Dorsal mesoatlántica entre las dos islas volcánicas. Más allá de Islandia, han sido descubiertos tan al norte como Spitsbergen y Jan Mayen, aunque tales observaciones sean escasas. Los científicos desconocen dónde pasan los rorcuales los inviernos. Se estima que la población total del Atlántico Norte está entre 600 y 1500 individuos.
En el Hemisferio Sur parece haber dos subespecies distintas, la ballena azul antártica (B. m. intermedia) y el poco estudiado rorcual azul pigmeo (B. m. brevicauda) que se encuentra en aguas del océano Índico. Investigaciones recientes (mediados de 1998) proporcionaron una estimación de 2280 individuos en el océano Antártico, de las cuales menos del 1 % probablemente fueran ballenas azules pigmeas. Las estimaciones de un trabajo realizado en 1996 daban como resultado 424 ballenas pigmeas sólo en una pequeña área al sur de Madagascar, por lo que es probable que los ejemplares en el todo el océano Índico sean varios millares. Si esto es cierto, las poblaciones globales serían más altas que las dadas por los pronósticos iniciales.
Una cuarta subespecie, la B. m. indica, fue descrita por Blyth en 1859 en el océano Índico Norte, pero las dificultades en la identificación de rasgos distintivos de esta subespecie hacen de ella un sinónimo de B. m. brevicauda, la ballena azul pigmea. Parece que los registros de las capturas soviéticas indican que el tamaño de las hembras adultas está más próximo al de los rorcuales pigmeos que al de B. m. musculus, aunque las poblaciones de B. m. indica y B. m. brevicauda parecen ser distintas y las temporadas de cría difieren en casi seis meses.
Las rutas migratorias de estas subespecies todavía no son bien conocidas. Por ejemplo, existen registros de rorcuales pigmeos en el Índico Norte (Omán, Maldivas, Sri Lanka) donde puede que formen una población residente. Por otra parte, la población de ballenas azules que se encuentra en Chile y Perú también puede ser una población distinta. Algunas ballenas azules antárticas se acercan a la costa este del Atlántico Sur en invierno, y de vez en cuando sus vocalizaciones son oídas en Perú, Australia Occidental y en el océano Índico Norte. En Chile, el Centro de Conservación Cetácea, con el apoyo de la Armada chilena, emprendió importantes trabajos de investigación y conservación y trabajan en el estudio de una concentración de ejemplares alimentándose recientemente descubierta en las costas de la isla Grande de Chiloé en un área llamada golfo del Corcovado donde se han llegado a avistar 326 animales cerca de la costa en el verano de 2007.
Esfuerzos para realizar cálculos más precisos de su población se están llevando a cabo por científicos de la Universidad de Duke, quienes mantienen el OBIS-SEAMAP, Ocean Biogeographic Information System - Spatial Ecological Analysis of Megavertebrate Populations (Sistema de Información Biogeográfica Oceánica - Análisis Ecológico Espacial de Poblaciones de Megavertebrados), una recopilación de datos de mamíferos marinos de aproximadamente 130 fuentes.

### Otras amenazas
Depredadores

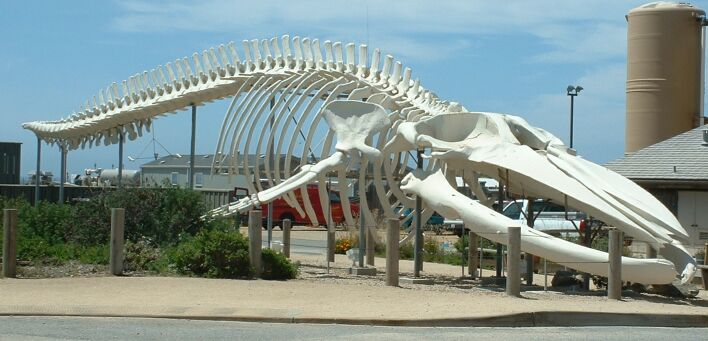
Esqueleto de ballena azul en el exterior del Long Marine Laboratory de la Universidad de California en Santa Cruz.

Debido a su enorme tamaño, fuerza y velocidad, los adultos no tienen prácticamente ningún depredador natural. El único animal del que se tiene conocimiento es la orca. Existen informes documentados de ataques de estos animales, como un estudio que mostraba que en el mar de Cortés no menos del 25 % de ejemplares adultos tenían cicatrices resultado del ataque de orcas y la muerte de un ejemplar en Baja California víctima de su ataque, así como un reportaje en la revista National Geographic de un adulto atacado por orcas donde, aunque las orcas fueron incapaces de matar al animal durante su ataque, sufrió importantes y numerosas heridas y probablemente murió a consecuencia de ellas poco después del ataque. Sin embargo, aunque está demostrado que las orcas atacan y pueden matar a una ballena azul, el índice de mortalidad debido a estos ataques se desconoce.
Barcos
También pueden ser heridas, a veces fatalmente, a causa de choques con buques de gran tamaño en alta mar y también al quedar enredadas o atrapadas en redes de pesca. El continuo aumento del ruido ambiente producido por el ser humano en el océano, incluido el sonar, ahoga las vocalizaciones producidas por los cetáceos, dificultando su comunicación. Las amenazas humanas para la potencial recuperación de su población también incluyen la acumulación de bifenilos policlorados (PCB) y otros productos químicos que ingieren al alimentarse y que se transmiten a las crías a través de la leche materna.
Calentamiento global
El calentamiento global hace que glaciares y permafrost se derritan rápidamente, lo que conlleva un gran incremento en la cantidad de agua dulce en los océanos y existe el riesgo de alcanzar un punto crítico en ese incremento que pueda llevar a una perturbación en la circulación termohalina. Como la mayor parte de los cetáceos las ballenas azules son migratorias y pasan el verano en latitudes altas, más frías, donde se alimentan en aguas con abundancia de kril; en invierno se trasladan a latitudes bajas, más cálidas, donde se aparean y dan a luz. Teniendo en cuenta que sus modelos migratorios están basados en la temperatura del océano, un cambio en esta circulación que desplaza el agua caliente y fría alrededor del mundo probablemente tendría efectos en su migración. El cambio de la temperatura del océano también afectaría a su suministro de comida, pues el calentamiento provocaría una disminución en los niveles de salinidad que causarían un cambio significativo en situación y abundancia del krill.
Microplásticos
Un estudio publicado en la revista Nature Communications utilizó modelos informáticos para predecir la cantidad de plástico ingerido por tres especies de ballenas en el Ecosistema de la Corriente de California, un área rica en cetáceos en el Pacífico oriental. Los resultados mostraron que las ballenas azules eran las que más plástico consumían, llegando a 10 millones de fragmentos al día durante su temporada de alimentación.
Los investigadores estiman que una ballena azul puede ingerir hasta 43,5 kilogramos de microplásticos en un solo día. La mayoría no proviene directamente del agua filtrada, sino que está presente en los alimentos que consumen.
Aunque no se conocen las repercusiones exactas en la salud de las ballenas debido a la ingestión de microplásticos, llevar este peso extra podría aumentar su gasto energético. Además, existe la posibilidad de que las enzimas digestivas descompongan los microplásticos en partículas aún más pequeñas, que luego podrían liberarse en el medio ambiente.